# Chiron
Cheiron (lat. Chiron) er den vise og lægekyndige kentaur som opdrog Achilleus og Asklepios på bjerget Pelion i Thessalien. Han er desuden en af de få navngivne kentaurer. Cheiron blev senere ifølge mytologien forvandlet til stjernebilledet Kentauren.

## Myten om Chiron
Chiron var en kentaur, halvt menneske og halvt hest og usædvanlig af en kentaur at være, idet han var klog, mild og retskaffen.
Han var søn af titanen Kronos og nymfen Filyra der havde haft en seksuel affære. Da Kronos' hustru Rhea fik mistanke om deres forhold, omskabte Kronos sig til en hest for at undgå afsløring. Derved blev Chiron født som, halvt menneske og halvt hest, altså som kentaur. Efter fødslen ville Filyra ikke have noget med ham at gøre, idet hun fandt ham afskyelig og frastødende. Som straf, for at støde sit barn fra sig, forvandlede guderne Filyra til et lindetræ.
Derefter voksede Chiron op blandt kentaurerne i Thessaliens skove hvor de jagtede vilde dyr. I skovene lærte Chiron planternes natur at kende og fandt dem, der havde lægekraft. Han blev en velanskreven sårlæge, men bedrev tillige en lang række åndelige og musiske gerninger.
I overensstemmelse med Chirons milde og retskafne natur fungerede han som åndelig rådgiver for en lange række helte, bl.a. Asklepios som han underviste i lægekunst, Achilleus som han lærte at spille på lyre, Peleus som han reddede fra kentaurerne og Jason som han opdragede fra barn.
Chiron blev på grund af sin visdom, retskaffenhed og tapperhed kentaurernes anfører.
Under kentaurernes kamp med Herakles blev Chiron imidlertid, ved et uheld, dødeligt såret med en af dennes giftige pile. Som udødelig søn af Kronos, steg Chiron ikke ned til Hades, men pådrog sig i stedet et uhelbredeligt og ubærligt smertefuldt sår, som hverken han selv eller andre kunne helbrede.
Da der således kun levnedes ham et evigt liv, i evig pine, valgte Chiron at afstå fra sin guddommelige udødelighed til gengæld for, at Prometheus kunne løses fra sin evige straf. Sådan døde Chiron, – og i anerkendelse af hans godt levede liv, greb Zeus ind og ophøjede Chiron til et evigt liv i stjernetegnet Skytten også kaldet Kentauren.